# Leviathan (1989)
Leviathan ist ein US-amerikanischer Horror-/Science-Fiction-Film aus dem Jahr 1989. Regie führte George Pan Cosmatos.

## Handlung
Im Atlantischen Ozean betreibt die Tri Oceanic Mining Corporation in knapp fünf Kilometern Tiefe eine Schürfstation namens Shack 7, um Silber und andere Edelmetalle aus dem Meeresboden zu gewinnen. Die Besatzung besteht aus sechs Männern (Steven Beck, Dr. Glen Thompson, Justin Jones, G.P. Cobb, Tony „DeJesus“ Rodero, Buzz „Sixpack“ Parrish) und zwei Frauen (Elizabeth „Willie“ Williams, Bridget Bowman), der Geologe Beck leitet die Station. Bei einem Zwischenfall während eines Außeneinsatzes entdecken Willie und Sixpack einen gesunkenen sowjetischen Frachter namens Leviathan. Sixpack findet einen Tresor an Bord und bringt diesen mit zu Shack 7. Neben Dokumenten und Videomaterial, die auf eine Katastrophe an Bord des Schiffs hindeuten, findet Sixpack einen Flachmann mit Wodka, den er später heimlich zusammen mit Bowman austrinkt. Schon bald beginnt sich die Haut von Sixpack zu verändern, unter den Augen von Dr. Thompson stirbt Sixpack acht Stunden später. Auch Bowman geht es zunehmend schlechter, als sie mit ihrer Situation nicht mehr fertig wird, begeht sie Selbstmord. Dr. Thompson findet heraus, dass die Besatzung des sowjetischen Frachters für genetische Tests missbraucht wurde, die auslösende Substanz tranken sie wie Sixpack und Bowman zusammen mit dem Wodka. Inzwischen sind die Körper von Sixpack und Bowman mutiert und zu neuem Leben erwacht. Mit letzter Kraft können die Mutanten durch eine Schleuse in den Ozean befördert werden, dabei bleibt jedoch ein Teil eines Tentakels an Bord von Shack 7 zurück. Dieses Stück entwickelt ein Eigenleben und überfällt zuerst DeJesus, später Cobb und dann Dr. Thompson. Dieser hat zuvor eine Ausbreitung der Mutation verhindern wollen, indem er die Rettungskapseln der Station sabotiert hat. Derweil droht die Station durch Druckabfall zu implodieren. Die drei Überlebenden schaffen es letztendlich in ihren Tauchanzügen an die Wasseroberfläche zu gelangen. Während Jones dem ebenfalls an die Oberfläche gelangten Monster noch zum Opfer fällt, tötet Beck den unheimlichen Gegner schließlich mit einer Sprengladung und wird danach zusammen mit Willie von der Küstenwache gerettet.

## Kritik
Das Lexikon des internationalen Films urteilt, Leviathan sei „ein Unterwasser-Thriller ohne originelle Impulse; gute Ansätze im Drehbuch und in der Spannungsdramaturgie weichen einem hysterischen Kleinkrieg mit vielen Abscheulichkeiten.“

## Hintergrund
- Der Film wurde in den Cinecittà-Studios in Rom gedreht. Außenaufnahmen entstanden in der Adria und im Golf von Mexiko.
- Viele der Unterwassersequenzen wurden mit der „Dry-for-wet“-Technik realisiert. Hierbei wird das Wasser durch geschickte Beleuchtung und Schwebteile simuliert.
- Viele Leute vom Stab haben auch an mindestens einem der ersten drei Alien-Teile mitgearbeitet (siehe Alien, Aliens – Die Rückkehr, Alien³): Stan Winston (Maske Aliens), Ron Cobb (Design Nostromo), Alec Gillis (Maske), Tom Woodruff (Maske), Komponist Jerry Goldsmith (Alien) und Kameramann Alex Thomson (Alien³).
- Amanda Pays wurde vor allem als Theora Jones in der Fernsehserie Max Headroom bekannt.
- Drehbuchautor David Peoples schrieb auch das Drehbuch zu Blade Runner. Jeb Stuart schrieb vor Leviathan am Drehbuch von Stirb langsam mit.
- Cosmatos zitiert sich in einer Szene selbst. Als Dr. Thompson den Computer nach der Ursache von Sixpacks Krankheit fragt, antwortet dieser mit: „an Organism of unknown Origin“, einem Film von Cosmatos, in dem Peter Weller gegen eine monströse Ratte in seinem Haus kämpft.
- In den USA spielte der Film nur knapp 16 Millionen US-Dollar ein.
- Der Kinostart in Deutschland war der 8. Februar 1990.
- Der Film ist in Deutschland im Oktober 2008 von cmv-Laservision auf DVD-Video erschienen.
- Man kann diesen Film, wie auch „Deep Star Six“, als Knockbuster auf James Camerons „The Abyss“ bezeichnen. Beide Produktionen wurden nach der Ankündigung von Camerons Produktion in Auftrag gegeben, bedienen dasselbe Genre (Tiefsee Thriller/Horror) und durch Camerons aufwendige Filmproduktion war es aussichtsreich, den „Wettlauf“ gegen ihn zu gewinnen und die Knockbuster vor der Fertigstellung von Camerons „Abyss“ in die Kinos zu bringen.